# Ifira Blackbird Football Club
El Ifira Blackbird Football Club es un equipo de fútbol de Vanuatu que juega en la Port Vila Football League, una de las ligas que conforman la primera división de fútbol en el país.

## Historia
Fue fundado en el año 1918 en la capital Port Vila y es uno de los equipos de fútbol más viejos de Vanuatu. Han sido campeones de la liga de Port Vila en dos ocasiones y participaron en pocas ocasiones en la VFF National Super League, liga en la que participaban los equipos de Port Vila junto a los del resto del país hasta el año 2016.
El club jugará en la Liga de Campeones de la OFC 2018, lo que será el primer torneo internacional del club.

## Palmarés
- Port Vila Football League: 6

1986, 2017, 2020, 2022, 2023, 2024
- VVF National Super League: 1

2022

## Entrenadores
- Batram Suri (2014)[4]
- Moise Poida (2018–?)[5]
- Jean Robert Yelou (2023–presente)[6][2]